# Janiodes russea
Janiodes russea är en fjärilsart som beskrevs av Paul Dognin 1911. Janiodes russea ingår i släktet Janiodes och familjen påfågelsspinnare. Inga underarter finns listade i Catalogue of Life.